# 게이르 칼스타
게이르 칼스타(노르웨이어: Geir Karlstad, 1963년 7월 7일 ~ )는 노르웨이의 스피드스케이팅 선수, 지도자이다. 1992년 동계 올림픽에서 금메달 1개, 동메달 1개를 획득했다.